# NGC 540
NGC 540 (также ESO 542-12, NPM1G −20.0055, PGC 5410) — линзовидная галактика в созвездии Кита.

## Описание
Галактика расположена к югу от эклиптики и имеет склонение -20° 02' 12" и прямое восхождение 1ч 27м 08,8с.
Приблизительное раастояние от NGC 540 до Земли составляет 451 млн световых лет. Диаметр галактики около 120 тыс. световых лет. Она относится к типу SB0.

## Обнаружение и исследования
Галактика впервые была обнаружена Фрэнком Ливенвортом 15 октября 1885 года с использованием рефрактора размером 66,04 см (26 дюймов).
Описывается Дрейером как «очень тусклый, очень маленький объект круглой формы с внезапно более яркой серединой и ядром».
Этот астрономический объект входит в число перечисленных в оригинальной редакции «Нового общего каталога».